# カマラ (プロレスラー)
カマラ（Kamala）またはキマラ（Kimala）のリングネームで知られるジェームズ・ハリス（James Arthur Harris、1950年5月28日 - 2020年8月9日）は、アフリカ系アメリカ人のプロレスラー。アメリカ合衆国ミシシッピ州出身（ギミック上の設定ではウガンダ出身）。
アフリカの部族ギミックの怪奇派レスラーとして、CWA、WCCW、MSWA、NWA、AWA、WWF、USWA、WCWなどアメリカの各団体で活躍した。日本にもジャイアント・キマラ（Giant Kimala）の名義で度々来日しており、全日本プロレスの常連外国人だったベンジャミン・ピーコック（ボツワナ・ビースト、2代目ジャイアント・キマラ）のオリジナル版ギミックとして知られている。

## 来歴

### 初期
プロレスラーになる以前はフロリダ州で配管工などの仕事に就いていた。1975年にミシガン州に移住し、そこでボボ・ブラジルと出会ったことを機にプロレス入りを決意。ブラジルの友人のプロレスラー、タイニー・ティム・ハンプトンのトレーニングを受け、1978年に地元ミシシッピ州やルイジアナ州、オクラホマ州などミッドサウス一帯をテリトリーとするNWAのトライステート地区でデビューする。
当時はシュガー・ベア・ハリス（Sugar Bear Harris）などのリングネームを名乗り、大型の黒人ヒールとして売り出された。1980年4月25日にはアラバマ地区でオレイ・アンダーソンからNWAサウスイースタン・ヘビー級王座を奪取している。同年下期からはビッグ・ジム・ハリス（Big Jim Harris）の名前でドイツやイギリスなど欧州に定着。1980年9月から10月にかけてハノーバーで開催されたトーナメントでは、日本から遠征していたキム・ドクや大仁田厚とも対戦している。当時の日本のプロレス専門誌では「まだ見ぬヨーロッパの強豪」として報じられたこともあった。

### 1980年代
1982年にアメリカに戻り、テネシー州メンフィスのCWAにおいて、ジェリー・ローラーのアイデアにより、ウガンダの未開部族をモチーフとした新ギミック、カマラ（Kamala）へ変身する。顔とボディに呪術的なペインティングを施し、槍と楯を手に巨大な木彫の仮面を被って入場、素足に腰布というスタイルで試合を行い、ジャングルの奥地で彼を「発見」したという謎の覆面探検家を通訳兼任のマネージャーとして帯同するなど、奇抜なキャラクターと演出で一躍センセーショナルな存在となった。同年6月7日にはローラーを破り、CWAのフラッグシップ・タイトルだったAWA南部ヘビー級王座を奪取している。
以降、テキサス州ダラス地区のWCCW（フリッツ・フォン・エリック主宰）や古巣でもあるミッドサウス・エリアのMSWA（ビル・ワット主宰）など、各地の主要テリトリーを転戦。WCCWではフォン・エリック兄弟（ケビン、デビッド、ケリー）、ブルーザー・ブロディ、ザ・グレート・カブキ、テリー・ゴディらと激闘を繰り広げた。MSWAでは1983年2月12日、ルイジアナ州シュリーブポートにおいて、アンドレ・ザ・ジャイアントをボディスラムで投げることに成功している。同年10月3日にはテキサス州フォートワースにて、ハーリー・レイスのNWA世界ヘビー級王座に挑戦した。

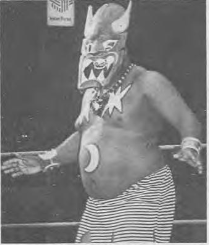
木彫の仮面を被ったカマラ（1987年）

1984年7月からはWWFに初登場。フレッド・ブラッシーを覆面探検家キム・チーとのダブル・マネージャーに迎え、アンドレとの抗争アングルが組まれるが、待遇面の不満から短期間で離脱している。その後はビンス・マクマホンの全米侵攻に対するNWA&AWA連合軍（Pro Wrestling USA）の主力メンバーとなり、1985年7月6日に開催されたグレート・アメリカン・バッシュの第1回大会ではマグナムTAのNWA USヘビー級王座に挑戦。AWA圏ではサージェント・スローターやジェリー・ブラックウェルと抗争し、リック・マーテルが保持していたAWA世界ヘビー級王座にも挑戦した。
1985年8月にはジャイアント・キマラとして、当時全日本プロレスと提携していたジャパンプロレスの自主興行シリーズに初来日。キラー・カーンや長州力とシングルマッチで対戦した。11月の再来日では全日本プロレスの主力勢との試合も組まれ、シングルマッチでは天龍源一郎、タッグマッチではジャイアント馬場&ジャンボ鶴田の師弟コンビと対戦した。当時はカブキやロード・ウォリアーズの出現でペイントレスラーが全盛だったこともあり、日本でも注目を集めた。
1986年の後半よりWWFと再契約。ザ・ウィザードことキング・イヤウケアをキム・チーとのダブル・マネージャーに、12月26日にニューヨークのマディソン・スクエア・ガーデンにてハルク・ホーガンのWWF世界ヘビー級王座に挑戦。1987年5月のサタデー・ナイト・メイン・イベントではジェイク・ロバーツとも対戦し、1988年からはワイルド・サモアン・シカとの野獣コンビで活動した。WWF離脱後の1989年2月には全日本プロレスに来日。1991年の再来日ではキマラ2号ことベンジャミン・ピーコックとタッグを組み、アブドーラ・ザ・ブッチャーを交えたアフリカ軍団を結成した。

### 1990年代
1991年下期からはメンフィスのUSWAにて、因縁のジェリー・ローラーを相手に統一世界王座を巡る抗争を展開。翌1992年4月には、当時USWAと接点を持っていたW★INGプロモーションに来日、ジプシー・ジョーとも対戦した。同年下期よりWWFに復帰し、ジ・アンダーテイカーとの怪奇派同士の抗争をスタート。11月25日開催のサバイバー・シリーズでは棺桶マッチによる決着戦が行われた。1993年、マネージャーのキム・チーとの仲間割れを機にベビーフェイスに転向。聖職者としてWWFに復帰したスリックを新しいマネージャーに迎え、ショーン・マイケルズ、パパ・シャンゴ、ヨコズナ、バンバン・ビガロ、ドインク・ザ・クラウンなどのヒール勢を相手に異色のベビーフェイスとして活躍した。
その後、WWFを離れトラック・ドライバーをしていたが、同時期にWCWに移籍していたハルク・ホーガンの招きで1995年よりWCWと契約。再びヒールに戻り、ケビン・サリバン率いるダンジョン・オブ・ドゥームに加入。ザ・シャークやゾディアックらと共闘し、MSWAからWWFを通しての宿敵ジム・ドゥガンとの抗争を再開。同年9月17日のPPV "Fall Brawl" ではダンジョン・オブ・ドゥームのメンバーとしてメインイベントの時間差金網デスマッチ「ウォー・ゲーム」に出場、ハルカマニアックス（ホーガン、ランディ・サベージ、スティング、レックス・ルガー）と対戦するが、この試合を最後にWCWを離脱した。

### 2000年代
以降はセミリタイアしてトラック・ドライバーを本業とする傍ら、各地のインディー団体にスポット参戦した。2001年4月1日にはレッスルマニアX-Sevenのギミック・バトルロイヤルに出場。1992年の参戦時と同様、キム・チーとハービー・ウィップルマンをマネージャーに従えて久々のWWE登場を果たした。この大会では、当時WWEのコミッショナー役だったウィリアム・リーガルの執務室に闖入して部屋をメチャクチャにするなどバックステージのスキットでも活躍している。2004年7月26日にはRAWのディーヴァ・サーチにも出演した。
2005年にWWEとレジェンド契約を結び、8月11日のスマックダウンでランディ・オートンと対戦。11月1日のタブー・チューズデイのユージン&ジミー・スヌーカ対ロブ・コンウェイ&タイソン・トムコ戦にも登場し、試合後にトムコをウガンダン・スプラッシュで圧殺している。2006年6月26日のRAWでは、前日のヴェンジェンスで邂逅した同タイプの後継者ともいえるウマガとの試合が組まれた。
その後もインディー団体にレジェンドとして時折参戦する一方、オールドタイマーによるリユニオン・イベントにも出場し、かつてのライバルたちとエキシビション・マッチを行った。2008年6月8日にはTNAのPPV "Slammiversary" に登場。リング上で行われたジェイ・リーサルとソウ・カル・バルのウェディング・セレモニー（ランディ・サベージとエリザベスのパロディ）に、ジェイク・ロバーツ、ココ・B・ウェア、ジョージ・スティールと共に出席して式をぶち壊しにした。

### 引退と闘病生活、死去
2011年11月7日、糖尿病の合併症で左足を膝下から切断することとなり、現役を引退。2012年4月には右足の切断手術も行われた。
2016年、WWEを相手にプロレスラーが在職中に脳挫傷による障害を受けたという損害賠償を求める裁判に連名。この訴訟は、2018年9月にコネチカット地区判事によって棄却された。
2017年11月19日、ミシシッピ州オックスフォードの病院で心臓と肺の周りに溜まった体液を排出するための救命救急手術を受けた。 その後、合併症のために生命維持装置につながれていた。継娘によると翌日には改善の兆しを見せ、11月22日には自力で呼吸ができるようになったものの、話すことができず、集中治療室に入ったままであったことが報告された。
2020年8月5日、新型コロナウイルス感染症（COVID-19）の検査で陽性と判明。その日のうちに入院したが、同月9日午後に死去。ESPNのジェイソン・キング記者はカマラの妻へのインタビューで、毎週通院していた人工透析センターで感染したのではないかとしている。70歳没。WWEも公式サイトでその死を伝えた。
2025年、WWE殿堂のレガシー部門に迎えられた。

## 得意技

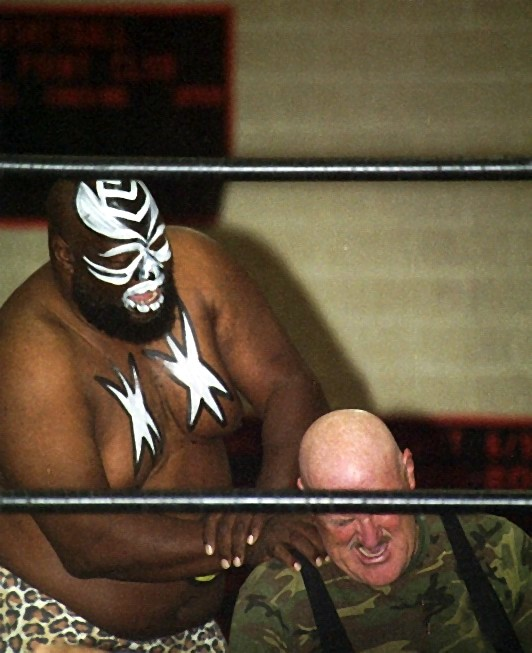
サージェント・スローターを攻撃するカマラ（2009年3月28日、ペンシルベニア州のインディー団体にて）

日本ではキワモノ的なイメージばかりが喧伝されレスラーとして正当に評価されることはなかったが、巨体に似合わぬ敏捷性の持ち主であり、トップロープからのダイビング・ボディ・プレスをはじめ、（決して見栄えは良くないものの）リープ・フロッグなどもこなした。また、技ではないが自らの巨大な腹を太鼓に見立てて両手でポンポンと叩く仕草も彼のトレードマークで、後にザ・ロックがハルク・ホーガンの前で真似をしたことがある。
- ウガンダン・スプラッシュ
- クロー・ホールド
- ヘッドバット
- バックハンド・チョップ
- ソバット
- ネック・ハンギング・ツリー（ハルク・ホーガンの巨体を軽々と吊るし上げたこともある）

## 獲得タイトル
特記以外はカマラ（キマラ）名義での戴冠。
NWAトライステート
- NWA USタッグ王座（トライステート版）：1回（w / オキ・シキナ）[41] ※シュガー・ベア・ハリス名義

サウスイースタン・チャンピオンシップ・レスリング
- NWAサウスイースタン・ヘビー級王座：1回[5] ※バッドニュース・ハリス名義

コンチネンタル・レスリング・アソシエーション
- AWA南部ヘビー級王座：1回[7]

テキサス・オールスター・レスリング
- TASW 6人タッグ王座：1回（w / イライジャ・アキーム&カリーム・モハメッド）[42]

ユナイテッド・ステーツ・レスリング・アソシエーション
- USWA統一世界ヘビー級王座：4回[22]

グレート・レイクス・レスリング・アソシエーション
- GLWAヘビー級王座：1回

サウスイースタン・エクストリーム・レスリング
- SXWハードコア王座：1回

ワールド・レスリング・エンターテインメント
- WWE殿堂：2025年[40]

## マネージャー
- パーシー・プリングル3世（シュガー・ベア・ハリス時代）
- フライデー
- ジミー・ハート（CWA）
- J・J・ディロン（CWA、CWF）
- スカンドル・アクバ（WCCW、MSWA）
- シーク・アドナン・アル＝ケイシー（AWA）
- キム・チー（WWF）
- フレッド・ブラッシー（WWF）
- ザ・ウィザード（WWF）
- ミスター・フジ（WWF）
- ドクター・ハービー・ウィップルマン（WWF）
- スリック（WWF）
- ケビン・サリバン（WCW）